# هجوم شمال الباب (سبتمبر 2016)
هجوم شمال الباب كان هجوما عسكريا وجزءا من المرحلة الثالثة من عملية درع الفرات التي أطلقتها القوات المسلحة التركية وفصائل من الجيش السوري الحر والجماعات المتحالفة معه، بهدف الاستيلاء على مدينة الباب الواقعة شمال حلب.

## الأعمال التحضيرية
في أوائل سبتمبر 2016، وصلت قوات المتمردين والقوات التركية إلى مسافة 20 كيلومترا من الباب بعد الاستيلاء على منطقة واسعة من الأراضي من الراعي إلى جرابلس من تنظيم الدولة الإسلامية في العراق والشام. ثم أعلن المتمردون عن هدفهم المتمثل في الاستيلاء على الباب.
بعد ذلك بيومين، قام التنظيم بإخلاء مقره في الباب، وتوجهت عشرات المركبات التي تقل مسلحين وأسلحة إلى بلدة الخفسة إلى الشرق.
في 14 سبتمبر، تجمع عدد كبير من المتمردين والقوات التركية والمركبات العسكرية شمال الباب، حيث قصفت القوات الجوية والمدفعية التركية مواقع لتنظيم الدولة الإسلامية في العراق والشام بالقرب من المدينة.

## الهجوم
في 16 سبتمبر، أعلنت القوات المسلحة التركية وفصائل الجيش السوري الحر رسميا بدء المرحلة الثالثة من عملية درع الفرات. وتعهد الجيش السوري الحر بمواصلة العمل حتى يصلوا إلى قاعدة كويرس الجوية العسكرية التي تسيطر عليها الحكومة. كما أن العشرات من القوات الخاصة الأمريكية ستدعم العملية. وفي 17 سبتمبر، ادعت وسائل إعلام موالية للمعارضة السورية أن المتمردين الذين تدعمهم تركيا استولوا على قمة تل طاط حمص بالقرب من الراعي. وفي اليوم نفسه، بدأ مقاتلو تنظيم الدولة الإسلامية في العراق والشام في إجلاء أسرهم من الباب.
في 18 سبتمبر، استولى المتمردون بدعم من تركيا على ست قرى. وفي الوقت نفسه، ادعت وكالة أعماق الإخبارية التابعة لتنظيم الدولة الإسلامية في العراق والشام أن حوالي 60 متمردا لقوا مصرعهم في جكة وتل عار، وكان معظمهم بسبب الألغام عندما هرعوا إلى هذه المناطق. وادعت أعماق أيضا أن تنظيم الدولة الإسلامية في العراق والشام قد دمر دبابة تركية بالقرب من جكة باستخدام صاروخ موجه. وبحلول 19 سبتمبر، ارتفع عدد القرى التي استولى عليها المتمردون إلى تسعة قرى.
في 20 سبتمبر، أفادت التقارير بأن تنظيم الدولة الإسلامية في العراق والشام استولى على ست قرى في هجوم مضاد بالقرب من الراعي، ووصل إلى قرية أدبات، شرق البلدة. وسيطر المتمردون، بدورهم، على قريتين أخريين بالقرب من الراعي. وفي الفترة بين 21 و22 سبتمبر، استعاد المتمردون ثلاث قرى من تنظيم الدولة الإسلامية في العراق والشام، قبل أن يخسرونها مرة أخرى بعد ذلك بساعات.
في 22 سبتمبر، كان هجوم المتمردين نحو الباب قد توقف بسبب الهجوم المضاد الذي شنه تنظيم الدولة الإسلامية في العراق والشام. وفي الوقت نفسه، أطلق تنظيم الدولة الإسلامية في العراق والشام صاروخين على كلس في تركيا، مما أسفر عن إصابة ثمانية مدنيين. وصرح الجيش التركي في وقت لاحق بأنه نفذ ضربات جوية وكذلك قصف المواقع التي أطلقت منها الصواريخ، مما أسفر عن مقتل 40 مسلحا.
بحلول 23 سبتمبر، كان تنظيم الدولة الإسلامية في العراق والشام قد استولى على أكثر من 20 قرية من المتمردين. وبسبب خسائر المتمردين، تم وقف الهجوم وتم تعليق المرحلة الثالثة من العملية التركية. وخلال تقدم التنظيم شرقي الراعي، ادعى أحد المصادر المؤيدة للمتمردين أن الجيش السوري الحر استولى على قرية غرب البلدة.
في الفترة ما بين 24 و27 سبتمبر، زعمت مصادر مؤيدة للمتمردين أن المتمردين استولوا على 11 قرية من تنظيم الدولة الإسلامية في العراق والشام، بما في ذلك 10 قرى فقدت من قبل، وكذلك شبكة كهرباء الوقف. وأكد أحد المصادر الموالية للحكومة أيضا أن المتمردين أخذوا السيطرة على ثلاث قرى أخرى فقدت اثنتان منها سابقا.
في 27 سبتمبر، أصيب ثلاثة جنود أتراك في هجوم شنه تنظيم الدولة الإسلامية في العراق والشام باستخدام طائرة بدون طيار محملة بقنابل، في حين قصف الجيش التركي 30 هدفا لتنظيم الدولة الإسلامية.
في أواخر سبتمبر، قيم المونيتور، آخذا في الاعتبار استعادة تنظيم الدولة الإسلامية في العراق والشام لعدد من القرى التركمانية جنوب جرابلس من الجيش السوري الحر، بأن عملية درع الفرات لا يمكن أن تستمر دون قوات برية تركية، مما يشير إلى الشكوك القائمة منذ البداية. وذكر أن قوات المتمردين كانت غير كافية وأنها أكبر نقطة ضعف في العملية التي من الممكن أن تؤدي إلى أعداد أكبر من القوات التركية القادمة إلى سوريا وإلى «مستنقع».

## أعقابه
في أعقاب الهجوم المجهض على الباب مباشرة، شن المتمردون وتركيا هجوما جديدا باتجاه بلدة دابق التي يسيطر عليها تنظيم الدولة الإسلامية في العراق والشام.

## وصلات خارجية
- Kadri Gursel: "Turkey faces decision over boots on the ground in Syria", Al-Monitor, 27 September 2016